# Natdyr
Natdyr er betegnelsen for dyr, der hovedsageligt er aktive om natten. Tæller bl.a. slanger og flagermus. Hos de fleste natdyr er hørelsen mere veludviklet end synet.
- Wikimedia Commons har flere filer relateret til Natdyr

| Biologi | Spire Denne artikel om biologi er en spire som bør udbygges. Du er velkommen til at hjælpe Wikipedia ved at udvide den. |